# Lutzomyia texana

Lutzomyia texana  (лат.) — вид мирмекофильных двукрылых насекомых из семейства бабочницы (Psychodidae). Северная Америка, юг США.

## Описание
Мелкие мирмекофильные бабочницы. Обнаружены в гнезде муравьёв-листорезов из трибы грибководов Atta texana Buckley (Attini). Вид был впервые описан в 1938 году и назван по месту нахождения на юге США в штате Техас. Первый вид бабочниц, ассоциированных с муравьями.